# Thelotrema euphorbiae
Thelotrema euphorbiae är en lavart som beskrevs av Frisch. Thelotrema euphorbiae ingår i släktet Thelotrema och familjen Graphidaceae.   Inga underarter finns listade i Catalogue of Life.